# Amblyseius faerroni
Amblyseius faerroni är en spindeldjursart som beskrevs av Denmark och Evans 1999. Amblyseius faerroni ingår i släktet Amblyseius och familjen Phytoseiidae. Inga underarter finns listade i Catalogue of Life.